# Palladam
Palladam es una ciudad y municipio situada en el distrito de Tirupur en el estado de Tamil Nadu (India). Su población es de 42225 habitantes (2011). Se encuentra a 18 km de Tirupur y a 40 km de Coimbatore.

## Demografía
Según el censo de 2011 la población de Palladam era de 42225 habitantes, de los cuales 21018 eran hombres y 21207 eran mujeres. Palladam tiene una tasa media de alfabetización del 83,45%, inferior a la media estatal del 80,09%: la alfabetización masculina es del 89,19%, y la alfabetización femenina del 77,80%.